# Querandí
Querandí, južnoamerički indijanski narod koji je u vrijeme konkviste obitavao na argentinskim pampama između Cabo Blanco na atlantskoj obali i planina Córdoba, na zapadnim obalama Río de la Plate. Jezik im je nestao. O njima je također malo poznato, osim da bijahu ravničarski nomadi. Querandí su se u lovu služili bolama i u ribolovu mrežama. Dobivši konje od Španjolaca oni postadoše veoma nasilni. Stvorivši velike bande Querandí zaratiše protiv drugih Indijanaca, a nasrću i na same Španjolce. Oni ipak nestaju iz povijesti iza 1678. godine, a nhjihovi ostataci postaju poznati pod imenom Pampa Indijanci.